# Anna Karima
Anna Karima, född 1871, död 1949, var en bulgarisk feminist. Hon var en av grundarna till Bulgariska Kvinnounionen (1901) och Bulgariska Progressiva Kvinnounionen (1908).